# Trial & Error
Trial & Error es una sitcom estadounidense creada por Jeff Astrof y Matt Miller que se estrenó el 14 de marzo de 2017 en NBC. Es protagonizada por Nicholas D'Agosto, Jayma Mays, Steven Boyer, Krysta Rodriguez, y Sherri Shepherd, junto con John Lithgow.
El 20 de mayo de 2017, NBC renovó la serie para una segunda temporada de 10 episodios, con todo el elenco regresando. La temporada contará con el subtítulo Lady, Killer, y está previsto que se estrene el 19 de julio de 2018.

## Elenco y personajes
- Nick D'Agosto como Josh Simon, un abogado de Nueva York que encuentra su primera experiencia en juicios por asesinato en East Peck, Carolina del Sur.
- Jayma Mays como Carol Anne Keane, una Asistente Fiscal de Distrito del East Peck y rival de Josh así como el potencial interés amoroso.
- Steven Boyer como Dwayne Reed, el investigador principal de Josh y un exoficial de policía en East Peck.
- Krysta Rodriguez como Summer Henderson, la hija de Larry Henderson.
- Sherri Shepherd como Anne Flatch, investigador asistente de Josh que sufre de enfermedades raras y extrañas.
- John Lithgow como Larry Henderson, un profesor de poesía y el sospechoso en el juicio por el asesinato de su esposa.
- Kristin Chenoweth como Lavinia Peck-Foster, una heredera excéntrica de East Peck. Ella contrata a Josh y sus socios después de encontrar a su marido metido en una maleta en la parte trasera de su automóvil.
- Amanda Payton como Nina Rudolph, una chica elegante que se muda a East Peck desde Nueva York.

### Recurrentes
- Bob Gunton como Jeremiah Jefferson Davis, un empresario del tabaco, hermano de Margaret y, por lo tanto, cuñado de Larry.
- Cristine Rose como Josie Jefferson Davis, la esposa tranquila y alcohólica de Jeremiah y la cuñada de Larry y Margaret Henderson.
- Angel Parker como Heidi Baker, una periodista de televisión local que informa sobre la investigación de Larry Henderson.
- Dave (Gruber) Allen como Dave, un taxidermista que posee una tienda al lado de la oficina de Josh.
- Kevin Daniels como Alfonzo Prefontaine, el entrenador de fitness y amante de Larry.
- Patricia Belcher como E. Horsedich (pronunciado Hi-sen-dich), el juez que preside el caso de People v. Larry Henderson.
- Kevin Durand como Rutger Hiss, un oficial de policía local que lidera la investigación de Larry Henderson.
- Julie Hagerty como Madame Rhonda, una mascota psíquica que más tarde se convierte en la jurado #9 en el juicio de People vs. Larry Henderson.
- Michael Hitchcock como Jesse Ray Beaumont, un relojero que fue juzgado y condenado por el asesinato del hermano de Lavinia, Chet, hace nueve años.

### Invitados especiales
- Andrew Daly como Thom Hinkle, un experto en ADN que sufre de un extraño y desagradable tipo de DOC.
- Marla Gibbs como la Sra. Kratt, la vecina antipática de Larry.
- Fred Melamed como Howard Mankiewicz, socio fundador de la firma donde trabaja Josh.
- Andie MacDowell como Margaret Henderson, la difunta esposa de Larry cuyo asesinato se convierte en el tema del falso documental.

## Episodios
| N.º en serie | N.º en temp. | Título                                   | Dirigido por     | Escrito por                                  | Fecha de emisión original | Código de prod. | Audiencia (millones) |
| ------------ | ------------ | ---------------------------------------- | ---------------- | -------------------------------------------- | ------------------------- | --------------- | -------------------- |
| 1            | 1            | «Chapter 1: A Big Crime in a Small Town» | Jeffrey Blitz    | Jeff Astrof & Matt Miller                    | 14 de marzo de 2017       | T11.10106       | 5.92                 |
| 2            | 2            | «Chapter 2: A Wrench in the Case»        | Jeffrey Blitz    | Jeff Astrof                                  | 14 de marzo de 2017       | T12.15452       | 4.58                 |
| 3            | 3            | «Chapter 3: The Other Man»               | Jeffrey Blitz    | Bill Callahan                                | 21 de marzo de 2017       | T12.15453       | 5.29                 |
| 4            | 4            | «Chapter 4: An Unwelcome Distraction»    | Jennifer Celotta | Bill Martin & Mike Schiff                    | 21 de marzo de 2017       | T12.15454       | 4.25                 |
| 5            | 5            | «Chapter 5: Right-Hand Man»              | Jeffrey Blitz    | Craig Gerard & Matthew Zinman                | 28 de marzo de 2017       | T12.15455       | 4.25                 |
| 6            | 6            | «Chapter 6: Secrets & Lies»              | Ken Whittingham  | Sherry Bilsing-Graham & Ellen Kreamer        | 28 de marzo de 2017       | T12.15456       | 3.23                 |
| 7            | 7            | «Chapter 7: The Case Gets Bigger»        | Dean Holland     | Amy Aniobi                                   | 4 de abril de 2017        | T12.15457       | 3.76                 |
| 8            | 8            | «Chapter 8: A Change in Defense»         | Matt Sohn        | Kassia Miller & Patrick Kang & Michael Levin | 4 de abril de 2017        | T12.15458       | 3.01                 |
| 9            | 9            | «Chapter 9: Opening Statements»          | Rebecca Asher    | Bill Callahan                                | 11 de abril de 2017       | T12.15459       | 3.64                 |
| 10           | 10           | «Chapter 10: A Hostile Jury»             | Matt Sohn        | Bill Martin & Mike Schiff                    | 11 de abril de 2017       | T12.15460       | 2.88                 |
| 11           | 11           | «Chapter 11: Unusual Suspect»            | Ryan Case        | Craig Gerard & Matthew Zinman                | 13 de abril de 2017       | T12.15461       | 2.67                 |
| 12           | 12           | «Chapter 12: The Defense Rests»          | Matt Sohn        | Jeff Astrof & Bill Callahan                  | 18 de abril de 2017       | T12.15462       | 3.79                 |
| 13           | 13           | «Chapter 13: The Verdict»                | Jeffrey Blitz    | Jeff Astrof                                  | 18 de abril de 2017       | T12.15463       | 3.01                 |

## Producción

### Desarrollo
El 28 de agosto de 2015, se anunció que NBC había dado la producción, antes titulada The Trail, el compromiso de un episodio piloto para ser escrito y producido por Jeff Astrof y Matt Miller. El 22 de enero de 2016, se anunció que NBC había dado la orden de que se desarrollara el piloto. El 2 de febrero de 2016, se anunció que Jeffrey Blitz dirigiría el episodio piloto.
El 11 de mayo de 2016, se anunció que NBC había dado la producción, ahora titulada Trial & Error, la orden de la producción de una primera temporada.
El 20 de mayo de 2017, se anunció que NBC había renovado la serie para una segunda temporada que consta de diez episodios. El 12 de abril de 2018, se anunció que la segunda temporada recibió el subtítulo de Lady, Killer y que se estrenaría el 19 de julio de 2018.

### Casting

#### Temporada 1
En febrero de 2016, se anunció que Steven Boyer, John Lithgow, Sherri Shepherd, Jayma Mays, Nicholas D'Agosto, y Krysta Rodriguez se habían unido al elenco principal.

#### Temporada 2
El 4 de agosto de 2017, se informó que John Lithgow, podría repetir su personaje de forma recurrente para un pequeño arco narrativo. El 22 de febrero de 2018, se anunció que Kristin Chenoweth sucedería a Lithgow y protagonizaría la segunda temporada como un nuevo personaje acusado de asesinato y que se enfrentará a un juicio. El 2 de marzo de 2018, se informó que Amanda Payton se había unido al elenco principal de la serie. El 12 de abril de 2018, se anunció que Michael Hitchcock había sido elegido para un papel recurrente.

### Rodaje
Se espera que la segunda temporada se filme del 19 de marzo al 22 de mayo de 2018 en Vancouver, luego de que la primera temporada se filmara en Burbank, California.

## Transmisión
Internacionalmente, la serie fue adquirida en Australia por Seven Network estrenándose el 30 de abril de 2017, y en Nueva Zelanda por TVNZ.

## Recepción
Trial & Error ha recibido críticas positivas de los críticos. En Rotten Tomatoes, tiene un índice de aprobación del 85% basado en 34 reseñas, con una calificación promedio de 6.8/10 y el consenso del sitio dice, "Trial & Error parodia hilarantemente el género del crimen real con risas constantes, irreventemente gracioso 'humor estúpido' y personajes animados que pueblan las narrativas entretenidas de la serie." En Metacritic, la serie tiene una puntuación de 67 sobre 100, basado en 29 reseñas, lo que indica "reseñas generalmente favorables".